# Пахарито
Пахарито (исп. Pajarito) — небольшой город и муниципалитет в центральной части Колумбии, на территории департамента Бояка. Входит в состав провинции Ла-Либертад.

## История
Поселение, из которого позднее вырос город, было основано в 1853 году.

## Географическое положение

Муниципалитет Пахарито

Город расположен в юго-восточной части департамента, в гористой местности Восточной Кордильеры, на правом берегу реки Кусьяна (левый приток Меты), на расстоянии приблизительно 76 километров к востоку-юго-востоку (ESE), от города Тунха, административного центра департамента. Абсолютная высота — 793 метра над уровнем моря.
Муниципалитет Пахарито граничит на северо-востоке с территорией муниципалитета Лабрансагранде, на северо-западе — с муниципалитетом Акитания, на юге — с территорией департамента Касанаре. Площадь муниципалитета составляет 322 км².

## Население
По данным Национального административного департамента статистики Колумбии, совокупная численность населения города и муниципалитета в 2015 году составляла 1719 человек.
Динамика численности населения муниципалитета по годам:
| 2005 | 2006 | 2007 | 2008 | 2009 | 2010 | 2011 | 2012 | 2013 | 2014 | 2015 |
| ---- | ---- | ---- | ---- | ---- | ---- | ---- | ---- | ---- | ---- | ---- |
| 2410 | 2332 | 2254 | 2180 | 2113 | 2041 | 1974 | 1898 | 1840 | 1776 | 1719 |

Согласно данным переписи 2005 года мужчины составляли 53 % от населения Пахарито, женщины — соответственно 47 %. В расовом отношении белые и метисы составляли 99,9 % от населения города; негры, мулаты и райсальцы — 0,1 %.
Уровень грамотности среди всего населения составлял 84,2 %.

## Экономика
60,4 % от общего числа городских и муниципальных предприятий составляют предприятия торговой сферы, 30,9 % — предприятия сферы обслуживания, 7,4 % — промышленные предприятия, 1,3 % — предприятия иных отраслей экономики.